# Rahuri
Rahuri è una città dell'India di 34.465 abitanti, situata nel distretto di Ahmednagar, nello stato federato del Maharashtra. In base al numero di abitanti la città rientra nella classe III (da 20.000 a 49.999 persone).

## Geografia fisica
La città è situata a 19° 22' 60 N e 74° 39' 0 E e ha un'altitudine di 510 m s.l.m..

## Società

### Evoluzione demografica
Al censimento del 2001 la popolazione di Rahuri assommava a 34.465 persone, delle quali 17.850 maschi e 16.615 femmine. I bambini di età inferiore o uguale ai sei anni assommavano a 4.398, dei quali 2.323 maschi e 2.075 femmine. Infine, coloro che erano in grado di saper almeno leggere e scrivere erano 24.194, dei quali 13.695 maschi e 10.499 femmine.